# Bryum paradoxum
Bryum paradoxum là một loài Rêu trong họ Bryaceae. Loài này được Schwägr. mô tả khoa học đầu tiên năm 1827.